# Неокружники
Неокру́жники (Противоокру́жники, Раздо́рники) — часть приверженцев белокриницкого согласия, не принявшая «Окружное послание» российских архипастырей Белокриницкой иерархии 1862 года.

## История

### Возникновение
24 февраля 1862 года «Окружное послание» было подписано архиепископом Московским и всея Руси Антонием (Шутовым) совместно с другими четырьмя епископами и некоторыми священниками. Публикация документа вызвала негативную реакцию со стороны радикально настроенных представителей согласия, прервавших общение с церковью и образовавших свою группу. Наиболее остро они восприняли слова послания о том, что «господствующая ныне в России Церковь, равно и Греческая, верует не во иного Бога, но во единого с нами», что под именем «Иисус» Русская церковь исповедует того же «Исуса» и поэтому называющий «Иисуса» иным Богом, антихристом и т. п. есть богохульник. Противоокружники утверждали, что в русской и греческой церквях царствует Антихрист. Они настаивали на восьмиконечной форме креста и написании имени «Исус» на том основании, что Иисус Христос был рождён восемью годами позже Исуса. По сути дела, это было крайнее проявление беспоповского учения, проникшего в среду старообрядцев-поповцев, против которого и было направлено «Окружное послание».
На какое-то время неокружникам удалось заручиться поддержкой митрополита Белокриницкого Кирила (Тимофеева). 24 февраля 1863 года Кирил издал «Объявление определения об уничтожении „Окружного послания“». Поддержка митрополита Кирила позволила создать раздорническую иерархию. Неокружники выбрали себе архиепископа в 1863 году. Им стал Антоний (Климов) (1863—1876).
Для уврачевания раздора собор российских епископов 23 июня 1863 года отменил «Окружное послание», однако противостояние окружников и неокружников не прекратилось. 28 октября 1863 года, за 2 дня до кончины, в пользу окружников выступил первый Белокриницкий митрополит Амвросий (Папагеоргопулос).
В 1866 году на собеседовании в Москве, проходившем в присутствии всего старообрядческого епископата, была осуществлена безуспешная попытка уврачевания раздора. Впоследствии подобные меры предпринимались неоднократно. Отдельные архиереи то признавали «Окружное послание», то отрекались от него, созывались соборы.

### После смерти епископа Антония
После смерти епископа Антония неокружники разделились на приверженцев нижегородского епископа Иосифа (июнь 1873—1907) и нового архиепископа Иова (Борисова) (25 мая 1885 — 14 февраля 1912).
Неокружнический раскол значительно ослабел после 1905 года, когда стали проводиться съезды и соборы, на которых враждующие стороны подписывали примирительные акты. В 1906 года на мирном соборе было достигнуто формальное примирение противоокружников с другими направлениями РПСЦ. В реальности это объединение коснулось только юга России и Бессарабии.
От Иова в 1906 году отделилась группа необщинников, от которых в свою очередь в 1908 году отделилась группа заваловцев (последователи инока Геннадия Завалова), не имевшая епископов.
После Иосифа епископом в Москве в 1912 году стал Конон. На соборе 1916 года учреждены Рязанско-Воронежская епархия в составе Рязанской, Воронежской, Самарской и Херсонской губерний и Петроградско-Тверская в составе Петроградской, Тверской, Новгородской и Псковской губерний. Епископ Конон согласился не оставлять московской кафедры до приискания достойного кандидата.
На 1917 год своих епископов имели Нижегородская, Тверская, Коломенская, Рязанская, Калужская, Саратовская, Балтская епархии. Противоокружники управлялись московским духовным советом, состоящим исключительно из лиц духовного звания.
После ухода на покой епископа Конона неокружников возглавил епископ Филарет. О судьбе неокружников в советское время известно мало. Небольшая их часть в конце 1920-х годов влилась в состав иосифлян, в их единоверческое ответвление. Престарелые епископы Филарет и Вениамин умерли, не оставив преемников. «Епископ Ржевский и Наместник Московский» Петр (Глазов) в 1940-е годы примирился с Московской архиепископией.
Таким образом, неокружническая иерархия прервалась, хотя отдельные священники служили ещё до 1970-х годов. Оставшиеся неокружники впали в положение беспоповцев.

## Влияние и изучение
Долгое время неокружническому движению практически не уделялось внимание ни в светской, ни в конфессиональной историографии. В настоящее время это крупнейшее неисследованное направление русского старообрядчества. Только 28 июля 2022 года в помещении Архива Российской академии наук (г. Москва) состоялся Международный круглый стол «Неокружническое движение в истории старообрядческой Белокриницкой иерархии: к 160-летию издания „Окружного послания“». В мероприятии приняли участие около двадцати ведущих специалистов по теме исторического старообрядоведения. Сборник докладов, дополненный несколькими статьями, под названием «Запрещенное согласие: неокружническое движение в истории старообрядческой Белокриницкой иерархии» был выпущен в 2024 году.